# Квасний Микола Петрович
Микола Петрович Квасний (4 січня 1995, Долина) — український футболіст, лівий захисник.

## Клубна кар'єра

### Ранні роки
Народився Микола Квасний 4 січня 1995 року в місті Долина, що в Івано-Франківській області, але в рівній мірі проводив своє дитинство там і в Стрию (Львівська область), де проживала його бабуся. Втім у футбол він почав грати в рідній Долині. Батьки спочатку не хотіли, щоб він ставав спортсменом, бажаючи бачити його музикантом, через що в групу футбольної підготовки він потрапив тільки з другого класу.
По-справжньому футболом став займатись в 12 років, коли перебрався в «Княжу» (Щасливе). Досвідчений тренер Микола Литовчак, що підготував чимало професійних гравців, одразу визначив для Миколі місце на лівому фланзі. Разом з «Княжею» гравців 1995 року народження одного разу був близьким до виходу у фінал ДЮФЛ. Вирішальний матч проходив у Чернігові, і колективу зі Щасливого потрібна була тільки перемога, яку в підсумку приніс точним ударом Микола Квасний. Ось тільки цього виявилося недостатньо, тому що в паралельному матчі столична команда РУФК взяла необхідні для виходу у фінал очки. Всього з 2008 по 2012 рік провів 55 матчів і забив 2 голи в чемпіонаті ДЮФЛ.
Після випуску з дитячої школи Квасний потрапляє в команду U-19 київського «Арсеналу», який тісно співпрацював з «Княжою». Правда, пробитися до основного складу юніорів вдалося не відразу. «Каноніри» робили ставку на своїх вихованців, а іншим хлопцям потрібно було доводити свою спроможність у декілька разів старанніше. Пробитися в стартовий склад Миколі допоміг випадок. На один з виїзних матчів тренер «Арсеналу» забув паспорти учасників кількох футболістів, і Квасний отримав шанс, яким скористався. Через півроку він потрапив уже до дублюючого складу, та після того, як столичний клуб зник з футбольної карти України, довелося шукати нову команду.
У початку 2014 року Квасний підписав контракт з сімферопольською «Таврією». На зимових зборах кримський колектив переглядав 70 потенційних новачків, але залишив тільки сімох з них, до числа яких і потрапив Микола. Наставник молодіжної команди «Таврії», англієць Адам Седлер, відразу довірив йому місце в «основі», і на його гру за «дубль» стали звертати увагу тренери першого колективу.
Квасний часто працював з «основою» і навіть повинен був дебютувати в Прем'єр-лізі. Захисник готувався до поєдинку останнього туру чемпіонату, в якому «Таврія» приймала «Іллічівець», але у зв'язку з анексією Криму Росією та західноукраїнським походженням гравця тренери вирішили його достроково відправити додому.
Влітку 2014 року Микола Квасний перейшов у «Ворсклу», де став основним захисником в молодіжній команді Олександра Омельчука. У бронзовому сезоні 2014/15 Микола провів 18 матчів з 26-ти і забив у них два м'ячі, і з наступного року став все частіше залучатися до тренувань «основи», а також потрапляти в заявку на гру.
Дебютував за першу команду 23 вересня 2015 року у виїзному кубковому матчі проти одеського «Чорноморця» (1:0), вийшовши на заміну замість травованого Ігоря Пердути на 74-й хвилині зустрічі, а 4 жовтня дебютував у Прем'єр-лізі, вийшовши на заміну замість Артема Громова на 86-й хвилині домашнього поєдинку проти київського «Динамо» (0:4). Всього в першому сезоні зіграв у трьох матчах чемпіонату і двох кубковіх зустрічах. В сезоні 2016/17 продовжив виступати за молодіжний склад «Ворскли».
Влітку 2017 року перейшов у першолігові «Суми», за які провів 14 матчів. Сезон 2018/2019 розпочав у "Прикарпатті", а завершував у ФК "Львів". Після того пішов на підвищення до "Інгульця" із Петрово, який виступав в УПЛ (23 матчі - 0 голів). У 2021 році повернувся до "Прикарпаття" (9 матчів - 0 голів).
У кінці червня 2022 року підписав річний контракт із рівненським «Вересом».